# 印尼亚洲航空8501号班机空难
印尼亞洲航空8501号班机是一趟从印度尼西亚泗水飞往新加坡樟宜机场的國際線客運航班，2014年12月28日，一架執飛該航班的空中巴士A320-216客機（註冊編號：PK-AXC），在飞行一段时间后于爪哇海上空与空中管制人員失去联络。儘管在失去聯絡前機組人員曾經要求更改路線，但被印尼空中交通控制中心拒絕，最終造成机上155名乘客和7名机组成员全數罹難。同年12月30日，搜救人員在卡里马塔海峡找到失蹤航班的碎片以及一些乘客的遺體。

## 事件經過
當地時間2014年12月28日清晨05:35，亞洲航空公司8501號班機於印尼朱安達國際機場起飛，啟程前住新加坡樟宜機場。據印尼飛航當局AirNav表示，航班起飛前，機師曾提升飛行高度以避開暴風雨，但因航道交通壅塞而被拒絕。期後於航班飛行期間，機師提出要求向左轉以避過雷暴，並即時獲得批准，於是飛機改變航道向左轉了約11公里。接着，機師再次重申原本的請求，要求准許飛機爬升高度以避開惡劣天氣。及後於06:14，控制塔人員通知機長因上方有其他飛機，只可飛行到3萬4千呎時，飛機方面就已經沒有回應，與雅加達空中管制失去聯絡。在失去聯繫之時，航機仍處於印尼管制範圍內，估計正在飛越爪哇海加里曼丹和爪哇島之間的風暴群，並有着正常的巡航高度及速度。

### 時間線
| 持續時間 （HH:MM） | 相對時間                  | 相對時間                    | 相對時間                    | 經過                                                                                              |
| 持續時間 （HH:MM） | 協調世界時 UTC±0 航空計時 | 西印尼標準時間 UTC+7 出發地 | 新加坡標準時間 UTC+8 目的地 | 經過                                                                                              |
| ------------------ | ------------------------- | --------------------------- | --------------------------- | ------------------------------------------------------------------------------------------------- |
| 00:00              | 12月27日                  | 12月28日                    | 12月28日                    | 航班從朱安達國際機場出發. 比原计划推迟15分钟。                                                    |
| 00:00              | 22:35                     | 05:35                       | 06:35                       | 航班從朱安達國際機場出發. 比原计划推迟15分钟。                                                    |
| 00:37              | 23:12                     | 06:12                       | 07:12                       | 機師因惡劣天氣，要求批准調升飛行高度雅加達空中管制以交通过于繁忙为由推迟了该请求。                |
| 00:39              | 23:14                     | 06:14                       | 07:14                       | 空中交通控制中心准许飞机爬升，但是没有收到飞行员回应。                                            |
| 00:42              | 23:17                     | 06:17                       | 07:17                       | 航班於雷達顯示上消失                                                                              |
| 00:43              | 23:18                     | 06:18                       | 07:18                       | 與雅加達空中管制失去聯絡，當時飛機位於印尼勿里洞島一帶3°22′15″S 109°41′28″E / 3.3708°S 109.6911°E |
| 01:20              | 23:55                     | 06:55                       | 07:55                       | 空中交通控制中心確認與航班失去聯繫.                                                               |
| 01:55              | 12月28日                  | 07:30                       | 08:30                       | （原定到達新加坡樟宜機場時間）                                                                    |
| 01:55              | 00:30                     | 07:30                       | 08:30                       | （原定到達新加坡樟宜機場時間）                                                                    |
| 02:20              | 00:55                     | 07:55                       | 08:55                       | 空中交通控制中心將事件正式通知印尼交通部                                                          |

## 失事客機
失事客機機型為空中巴士A320-216，生產編號3648，註冊編號為PK-AXC，由德国Doric租赁公司擁有。客機的首航於2008年9月25日，並於同年10月15日租予印尼亞洲航空。直至事故發生前客機已執行超過13,600航班中積累約23,000飛行時數，並曾於2014年11月16日接受定期維修。此客機帶有兩個CFM56引擎，設計載客量為180。

## 乘客与机组
| 國籍       | 乘客 | 機組 | 共計 |
| ---------- | ---- | ---- | ---- |
| 印度尼西亞 | 149  | 6    | 155  |
|            | 3    | 0    | 3    |
| 马来西亚   | 1    | 0    | 1    |
| 新加坡     | 1    | 0    | 1    |
| 法國       | 0    | 1    | 1    |
| 英国       | 1    | 0    | 1    |
| 總計       | 155  | 7    | 162  |

### 机组
机组包括正、副机长，4名机舱服务员及1名工程師。机长(53歲)总共有20,537小时的飞行经验，其中6,100小時在亞航飛行，副機長(46歲)在亞航共有2,275小时的飛行經驗。

### 乘客
印尼亚洲航空公佈乘客及機組人員的國籍，包括144名成人，17名兒童和1名嬰兒，總計162人，其中有7名機組人員。

根据乘客名单，有23位已经订票的乘客没有登上该航班。

## 搜索及救援
失去聯繫后，搜索及救援任務由印度尼西亚民航局主导。派遣隊伍主要集中於爪哇海勿里洞島附近海域進行搜尋，但由於天黑及天氣惡劣，搜救工作於當地時間12月28日下午07:45暫停，並於早上6時再次恢復。
印尼国家救灾机构和海军派出6艘船和1架飞机赶往飞机失联海域搜寻。新加坡共和国空军部队和海军也派出两架C-130运输机参与搜索。马来西亚成立了一个救援协调中心，部署三艘船舰和一架C-130运输机参与搜救行动。
搜救工作第二日早上6時再次展開，並轉向勿里洞島方向進行搜索。印尼方面動用12雙船隻、5架飛機、3架直升機和多艘軍艦進行搜救；新加坡和馬來西亞亦繼續派出船隻和飛機幫忙；澳洲皇家空軍亦加入搜救工作，派出一架配有海面搜索雷達的AP-3C獵戶星座式飛機。
中國經過印尼政府協商後，決定派遣飛機和艦船參與搜索行動。
美國在收到印尼方面向其尋求協助後，其第七艦隊將搜索一個未被進行搜索的海域。
2014年12月30日，印尼當局在加里曼丹島以西海域，發現飛機殘骸、救生衣、行李和人體，其後印尼證實為失聯客機殘骸，國家搜救中心於當地時間約4時打撈屍體，有家屬得悉後失聲痛哭，更有1人暈倒，場面混亂。20時，印尼國家搜救總署署長班邦（Bambang Soelistyo）更正為僅尋獲3具遺體，非40具。
2014年12月31日，印尼當局通過聲吶設備，初步偵測到相信屬於客機機身殘骸。另外證實早上再發現3具遺體，令到尋獲的死者增加至6人，包括3男3女，其中一人身穿亞航空服員制服，但暫時未發現生還者。晚間，印尼國家搜救隊負責人薩恩努丁（Tatang Zaenudin）指出，目前7具遺體中，2具已後送抵泗水，另外5具集中在1艘船上，明日視天候再運抵泗水。
至2015年1月5日，拯救隊已尋獲遺體總計37具，當中已確認身份的有13人，但仍有126人失蹤。
1月9日，已尋獲遺體總計48具，當中已確認身份的有25人。
2015年1月12日，潜水员在3°37′21″S 109°42′42″E / 3.6225°S 109.7117°E发现了飛行記錄器，并将其打捞上岸。在当天晚些时候发现了驾驶舱语音记录器 ，并在第二天将其打捞出水。
目前飞机其他残骸，以及尸体打捞工作仍在进行中。

## 事件调查
2015年1月16日，印尼国家运输安全委员会（KNKT或NTSC）宣布已从驾驶舱语音记录器中成功提取出有124分钟驾驶舱对话，并正在转换飛行記錄器当中记录的数据，并计划于1月27日公布初步调查报告。
1月20日，根据驾驶舱语音记录器的记录显示，在飞机坠毁前，飞机各处响起的警报声，几乎掩盖了飞行员的声音。调查人员排除了恐怖袭击的可能，并着手考虑人为失误或者飞机故障等造成飞机失事的原因。  印尼交通运输委员会还透漏根据ATC雷达记录显示，在飞机失联前，飞机以高达每分钟6000英尺（1830米）的初始速率，从印尼当地时间06:17:00的32000英尺（9750米）爬升至06:17:54的37000英尺（11300米），随后飞机在6秒钟之内下降了1000英尺，并在31秒后下降到了29000英尺。
1月30日，据可靠消息称，由于飞行增稳计算机持续发生故障，印尼籍机长、拥有近两万小时飞行时间的伊里延托做出了非同寻常的举动，关闭了飞行增稳计算机的电源。而这个飞行增稳计算机是A320型飞机负责控制客机舵活动、保持机身平稳以及检测乱流的重要仪器。而且事件发生前一个多星期，客机的飞行增稳计算机就曾出现故障。出事前几天，在这一计算机时好时坏的情况下，QZ8501航班机长还曾驾驶同一架飞机执飞航线。
同年12月1日，最終調查報告指出：
由於肇事飛機協助控制方向舵的組件焊接處裂開，導致系統故障、不斷發出警報訊號，在故障前曾有數十次故障記錄，但維修時僅做了重置處理並未深入調查原因更換組件。
當飛機在飛行途中第四次發出警報系統後，機長依照工程師在地面上進行的操作切斷了計算機的斷路器（此操作不應在飛行時進行，否則將會關閉自動駕駛以及其他安全保障系統），導致飛機開始向左側傾斜至54°。由於副駕駛始終關注于系統發出的警告，直到機長回到座位時才發現飛機傾斜角度過大。此時，機長要求副駕駛改平飛機，副駕駛將操縱桿向右拉到極限，這個剧烈的動作在2秒內改平了飛機，由于人體耳道中感受平衡感液體在劇烈搖晃時便會向大腦發出混亂的信息使人失去平衡感，副駕駛誤認為飛機仍在右轉並且俯衝，他開始向下拉操縱桿嘗試抬高機頭；但機長發現，事實上飛機正在爬升，要壓下機頭，發出「拉下去」Pull down 的指令（機長是指降下機頭，意即要將操縱桿「向前推」），副駕駛誤以為是要將操縱桿向下推到底（向下拉，會讓機頭爬升），飛機開始以非常大的角度爬升，此後機長曾多次發出「拉下去Pull down」的指令，由於失去空間意識加上機長不標準的用詞，導致副駕駛仍以為飛機處在俯衝狀態，便一直用最大力氣向下拉操縱桿抬高機頭，期間機長曾嘗試通過按鈕禁止副駕駛操作，但由於按壓時間過短未能生效且機長未告知副機長，自己要接管飛機。結果導致，兩人同時操縱的操作剛好相反（機長降下機頭，副機長爬升機頭），被電腦認定為無效操作，而繼續爬升。
最終飛機由於爬升角度過大，逐漸進入失速狀態并開始高速下墜，墜入爪哇海。

## 相關節目
該事件收錄在空中浩劫16季第9集。